# Joachim Hansen
Joachin B. Hansen (Oslo, 26 de maio de 1979) é um lutador de artes marciais misturadas (MMA) norueguês. É conhecido pelo apelido "Hell Boy". É o primeiro campeão do DREAM na categoria leve.

## Carreira
Lutou em eventos como FinnFight, Shooto e Pride. Participou do K-1 Hero's e integrou o DREAM em 2008, ganhando o torneio dos pesos leves em julho de 2008.
Após um recorde de 19–9–1, Hansen sofreu sua primeira derrota por nocaute ao lutador japonês Hiroyuki Takaya no Dream 14.